# Pomnik i amfiteatr na Górze Świętej Anny
Pomnik i amfiteatr na Górze Świętej Anny (niem. Thingplatz) – główne miejsce uroczystości poświęconych pamięci poległych w powstaniach śląskich i jeden z najbardziej znanych tego typu obiektów na Śląsku.

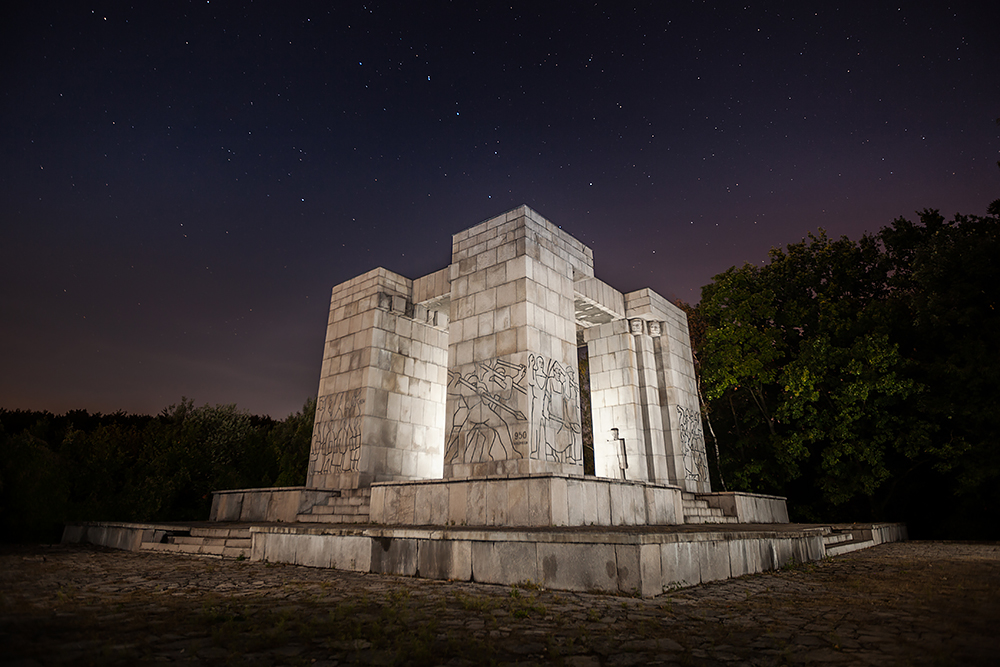
Pomnik Czynu Powstańczego nocą

## Okres niemiecki

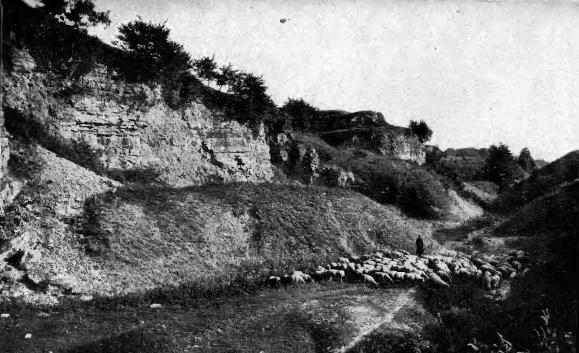
Wypas owiec w wyrobisku po kamieniołomie (po 1918)

Pierwotnie w miejscu dzisiejszego amfiteatru znajdował się kamieniołom o nazwie Kuhtal (Krowiok) z którego wydobywano wapienie, a obok stały wapienniki (jeden z nich przetrwał do dzisiaj). Całość była połączona konną kolejką wąskotorową (tzw. rosbanka od niem. Roßbahn) ze Zdzieszowicami. Wydobycia ostatecznie zaprzestano po I wojnie światowej. Po zamknięciu kamieniołomu wypasano tam owce. W okresie III powstania śląskiego w okolicy Góry Świętej Anny doszło do krwawej bitwy pomiędzy powstańcami a Freikorpsem, zakończonej ostatecznie zwycięstwem Niemców.
W 1934 r. właścicielka tego terenu, hrabina von Francken-Sierstorpff z Żyrowej, przekazała dawny kamieniołom NSDAP (według innej wersji, nie będąc zwolenniczką nazizmu, została do tego zmuszona). Nowe władze niemieckie postanowiły upamiętnić Niemców poległych w 1921 r. i już w tym roku rozpoczęto przebudowę kamieniołomu na amfiteatr. Projektantami byli architekci berlińscy Franz Böhmer i Georg Petrich. Obiekt miał 7 tys. miejsc siedzących i 20 tys. stojących. Góra Świętej Anny, poza faktem bycia miejscem bitwy, była również najwyższym punktem ówczesnych niemieckich kresów wschodnich; dodatkowo mauzoleum miało być przeciwwagą dla pobliskiego katolickiego sanktuarium i klasztoru.

### Mauzoleum
Nad krawędzią amfiteatru powstawało mauzoleum ku czci pięćdziesięciu jeden (lub pięćdziesięciu) Niemców poległych zarówno w bitwie o Górę Świętej Anny jak i w okolicy. Zaprojektował je Robert Tischler. Prace trwały do 1938 r. Mauzoleum, otwarte uroczyście 22 maja (według innych źródeł 2 kwietnia) miało kształt monumentalnej, ale niskiej rotundy z wąskimi oknami, wzorowanymi na średniowiecznych strzelnicach - były to jednocześnie świetliki, dostarczające światło do ciemnego wnętrza. Jedną z inspiracji artystycznych był zamek cesarza Fryderyka II Castel del Monte. Współczesnym bardziej kojarzyło się z wieżyczką czołgu. Niemal w całości wykonano je z bloków wapienia triasowego przywiezionych z pobliskich miejscowości, olicowano nimi także dwanaście zewnętrznych przypór wspierających ściany. Stało się tak zgodnie z zaleceniem, by budowla była jak najbardziej związana z otoczeniem. Po wejściu do wewnątrz zwiedzający stawali w wielkiej (o średnicy 10 metrów), wysokiej Hali Zmarłych (Totenhalle), wykutej kilka metrów w głąb skały (z zewnątrz było widać tylko część obiektu, reszta była ukryta w owej skale). Przypory rotundy zostały wykonane z czerwonego granitu dolnopermskiego, wydobytego w okolicach Lipska – użycie tej skały symbolicznie nawiązywało do bitwy z Napoleonem w 1813 r., gdzie koalicja (w tym wojska Królestwa Prus) pokonały Francuzów. Pomiędzy przyporami umieszczono pięćdziesiąt porfirowych sarkofagów z cynowymi trumnami, kryjącymi prochy niemieckich żołnierzy Freikorpsu. Na sarkofagach znajdowały się napisy wykonane z brązowych liter ilustrujące dzieje Niemiec w zgodzie z nazistowską propagandą: 1914: Niemcy, 1915: Spiżowy front, 1916: Żelazna wola, 1917: Bohaterska ofiara, 1918: Zdradzone zwycięstwo, 1919: Upadek w otchłań, 1920: Bojowy okrzyk honoru, 1921/22: Cięcie świętym mieczem, 1923: Święty siew, 1924/25: Lud w niebezpieczeństwie, 1931/32: Niemcy, obudźcie się. W środku umieszczono również nazwiska pochowanych bojowników niemieckich - znane są tylko dwa: Franz Gatzka oraz Feliks Gebauer. Na środku hali znajdowała się 14-metrowa rzeźba umierającego germańskiego wojownika. Rzeźbiarz monachijski Fritz Schmoll genannt Eisenwerth wraz z pomocnikami wykonał ją na miejscu, wielkość rzeźby uniemożliwiała bowiem jej transport przez wąskie drzwi hali. Według oficjalnej wersji wykonano ją z porfiru, skały wulkanicznej, która w starożytnym Rzymie była zastrzeżona tylko dla cesarskiej rodziny; nie jest jednak wykluczone, że w rzeczywistości użyto podobnego, ale znacznie tańszego lamprofiru z Bawarii. 
Ceglasta kopuła rotundy była kryta mozaiką, na której znajdował się niemiecki orzeł oraz swastyka. Mozaikę rozświetlało światło z latarni na szczycie budowli.

Już po niedługim czasie okazało się, że rotunda powstała zbyt blisko skarpy, za którą znajdował się amfiteatr. Pękające skały groziły, że pewnego dnia runie w dół, więc już w 1942 r. poproszono geologa Assmanna z Berlina o zaprojektowanie prac ratunkowych.

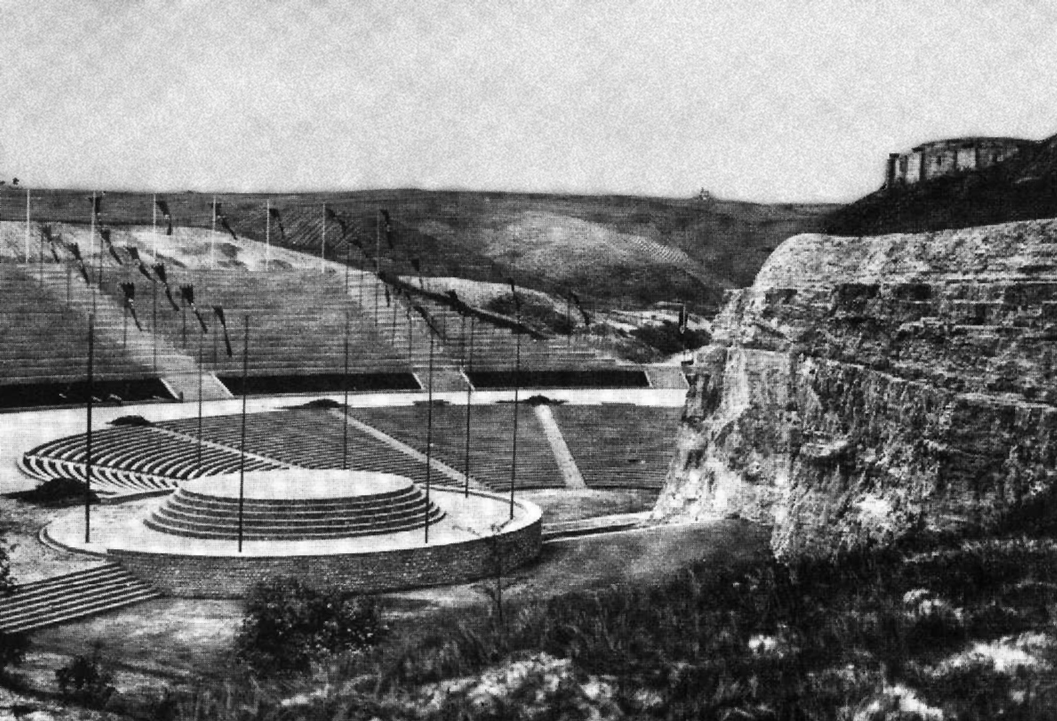
Amfiteatr w czasach przedwojennych

### Amfiteatr
Za mauzoleum znajdowało się urwisko o wysokości trzydziestu metrów. Powstały tam amfiteatr miał siedem tysięcy miejsc siedzących w dolnej części oraz dwadzieścia tysięcy stojących na wyższych platformach. Przestrzeń między sektorami oraz w przejściach i na koronie mogło zająć dalsze dwadzieścia tysięcy stojących osób. W sumie pełną pojemność szacowano na pięćdziesiąt tysięcy osób. Trybuny powstały z tzw. wapieni gogolińskich, w których widoczne były liczne skamieniałości.
W dole amfiteatru wybudowano niewielką estradę oraz postument flagowy, a w celu właściwego odwodnienia w ziemi powstał labirynt tuneli, w których mieszkają dzisiaj nietoperze. Dodatkowo wybudowano również trzy drewniane baraki z toaletami. Ich resztki przetrwały do czasów współczesnych. Architekci Franz Böhmer i Georg Petrich zaprojektowali drewniane dwupiętrowe schronisko młodzieżowe ze 172 miejscami noclegowymi, otwarte 17 października 1937 r. przez przywódcę Hitlerjugend Baldura von Schiracha. Po wojnie służyło jako harcówka i dom wypoczynkowy, uległo spaleniu ok. 2000 roku. Obok schroniska powstały też miejsca na obozowiska dla młodzieży.
Całość stanęła w parku o powierzchni 38 ha.

## Od 1945
Prac renowacyjnych nie zdążono przeprowadzić – w styczniu 1945 w okolicy pojawiła się Armia Czerwona. Niemieckie mauzoleum było negatywnie postrzegane przez sowieckich żołnierzy i polskie władze, więc jesienią zostały wysadzone przez saperów wraz ze znajdującymi się w środku sarkofagami. Dla celów propagandowych ówczesny wicewojewoda śląski Jerzy Ziętek informował Xawerego Dunikowskiego, że zniszczyła je miejscowa ludność w samorzutnym odruchu, co było niemożliwe choćby z powodu materiałów, jakie zostały użyte do jego budowy. W rzeczywistości okoliczni mieszkańcy naprawdę brali udział m.in. w rozbiórce wnętrza mauzoleum, ale zmuszono ich do tego siłą - kamień uzyskany z niemieckiej konstrukcji miał zostać wysłany do odbudowy Warszawy. Przed wysadzeniem mauzoleum wyciągnięto z sarkofagów ołowiane trumny, a same szczątki niemieckich żołnierzy wysypano na cmentarzu na Górze Świętej Anny.
Nowe władze polskie, które administrowały teraz tym terenem, postanowiły wybudować nowy pomnik, tym razem upamiętniający powstańców. 16 sierpnia 1946 wybrano projekt Dunikowskiego (odrzucając prace M. Wnuka oraz S. Momota).
Początkowo dzieło miało zostać ukończone w 1948, ale ostatecznie budowa trwała siedem lat. Przyczyną były problemy finansowe oraz polityka. Pierwotny projekt zakładał przebudowę amfiteatru – na całej długości miał zostać przekuty w trzy płaszczyzny o wysokości trzydziestu metrów, nad środkową przewidziano ogromne rzeźby piastowskich łuczników, a na obu bocznych zaplanowano zespoły kariatyd. Z kolei rotunda miała przypominać niemiecką, ale w jej centrum zaprojektowano wieżę. Ostatecznie po analizie kosztów zrezygnowano z przebudowy amfiteatru, jedynie obmurowano uskok w środku ściany.

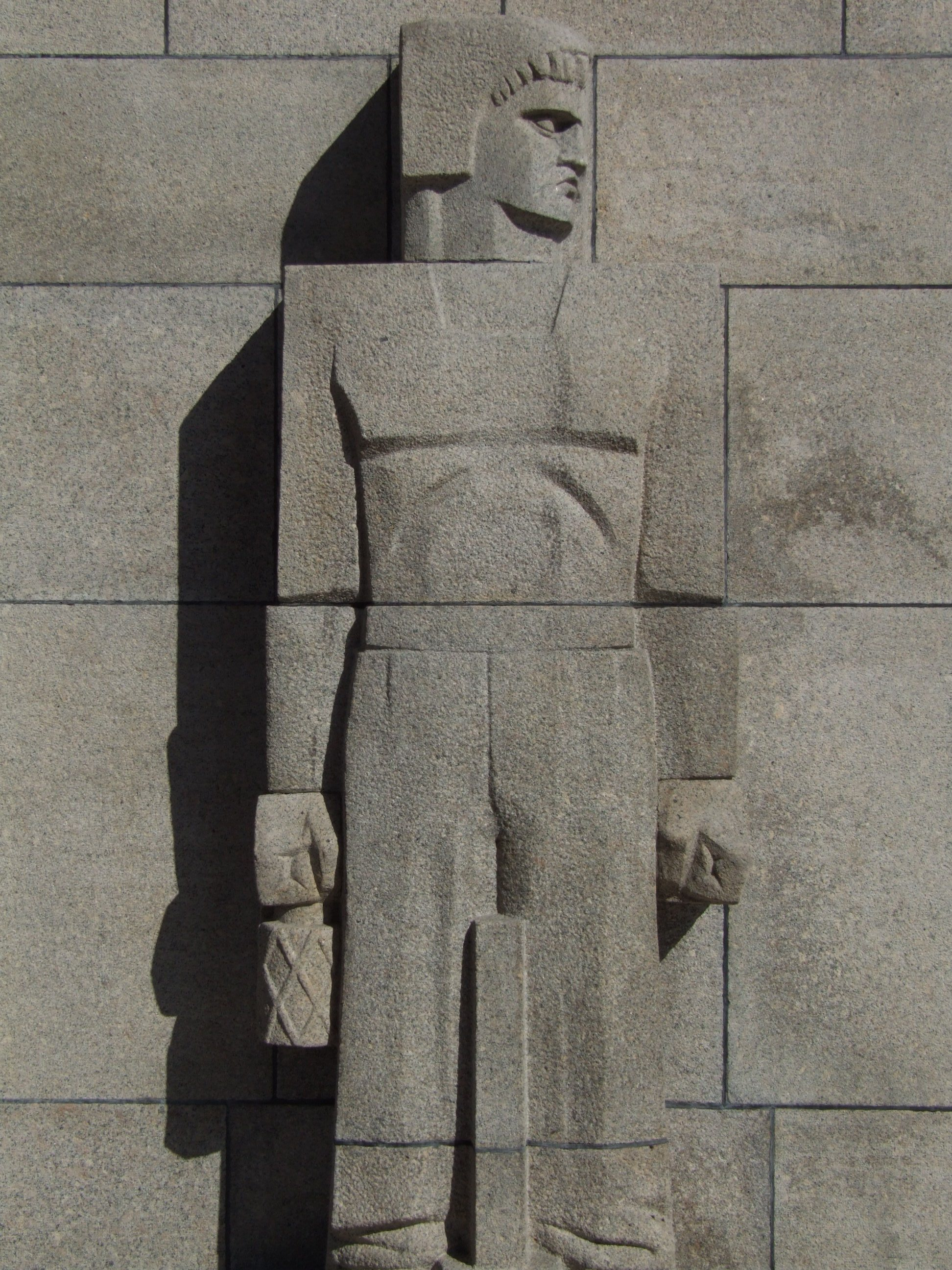
Rzeźba - postać górnika

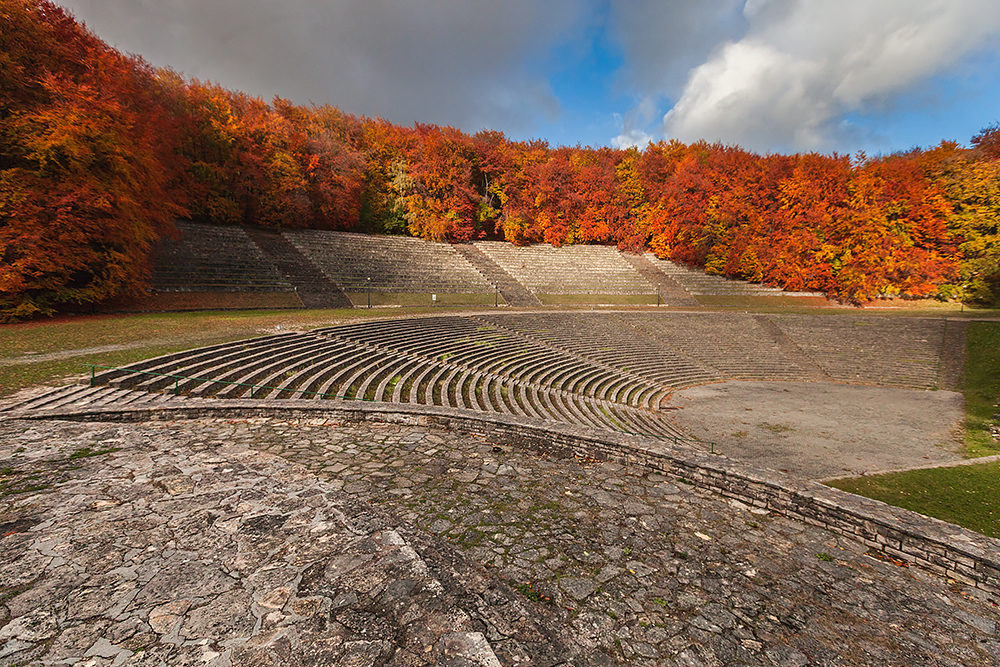
Amfiteatr skalny w jesiennej scenerii 2016

Później pojawiły się problemy polityczne. Początkowo pomnik miał skupiać się na upamiętnieniu powstańców, ale w 1947 wojewoda Aleksander Zawadzki polecił uwzględnić historię walk o polskość Śląska – od czasów piastowskich aż do II wojny światowej. Powstania śląskie stały się więc tylko jednym z wielu tematów. Później pojawiały się kolejne sugestie o tematyce takiej jak Braterstwo ludów pod przewodem ZSRR, Wyzwolenie Śląska przez Armię Czerwoną i Ludowe Wojsko Polskie oraz Solidarność Robotniczo-Chłopska w XIX/XX w.. W związku z tym nie powstał jeden z głównych elementów pierwotnego założenia – pomnik powstańca z brązu. W jego miejscu pojawił się obelisk z Krzyżem Grunwaldu oraz Śląskim Krzyżem Powstańczym.
Postępy prac spowalniał też trudny charakter Dunikowskiego. Prowadził on ciągłe wojny z robotnikami, często miał pretensję do władz, w pewnym momencie żądał, aby przysłano mu robotników z Włoch. Wielokrotnie upominał się również o podwyżkę honorarium.
Uroczyste otwarcie nastąpiło dopiero 19 czerwca 1955. Ostatecznie pomnik (pod oficjalną nazwą pomnik Czynu Powstańczego) ma postać czterech pylonów z bloków granitowych o wymiarach 100 x 80 x 40 cm i wysokości 11 metrów (2 metry ukryte są w granitowym postumencie). W środku postumentu jest rozległa sala, która nigdy nie została zagospodarowana. Można z niej wejść do wnętrza pylonów – w każdym jest kanał prowadzący na szczyt wieży.
Na pylonach można oglądać sceny ilustrujące historię walki o polskość Śląska, są więc:
- wojownicy z napisem Niemcza 950,
- powstańcy śląscy ruszający do boju,
- protestujący śląscy robotnicy,
- strajk szkolny w 1934,
- gwałty germańskie na ludności Śląska,
- Armię Czerwoną i Ludowe Wojsko Polskie,
- międzynarodową manifestację na rzecz pokoju na świecie.

Budowniczy nie ustrzegli się błędów historycznych: w 950 roku Niemcza należała do Czech, więc nie mogło tutaj być żadnej walki państwa piastowskiego z Niemcami (miała ona miejsce dopiero w 1017). Również w 1934 nie było na Śląsku żadnych strajków szkolnych.
Przy okazji budowy polskiego pomnika powiększono okoliczny park do 67 ha. Pod pomnikiem zachowały się rozległe podziemia wykute w skarpie pod hitlerowskim mauzoleum. Wysadzenie przez polskich saperów częściowo przetrwał także przedwojenny system wentylacyjny.
W okresie Polski Ludowej amfiteatr był miejscem masowych uroczystości podkreślających polskość Górnego Śląska. Po 1989 zmienił się charakter takich imprez – zaczęła się pojawiać na nich mniejszość niemiecka oraz wspólne gesty pojednania. 
W ostatnich latach doszło do kilku skandali – kwiaty pod pomnikiem składali też polscy narodowcy, wykonując przy tym faszystowskie gesty (salut rzymski) oraz wznosząc antyniemieckie okrzyki.
Z powodu braków finansowych oraz braku zainteresowania miejscowych władz amfiteatr w roku 2008 był w bardzo złym stanie technicznym. Dopiero w lipcu 2016, po wielu latach przerwy, odbyła się w amfiteatrze większa impreza masowa - ok. 10 tysięcy widzów obejrzało koncerty polskich zespołów rockowych w ramach festiwalu Rockowe Igrzyska.